# Decret de Canop
El Decret de Canop és un document bilingüe de Ptolemeu III Evergetes I, datat al març de l'any 237 aC, gravat en una llosa de pedra calcària, en grafies grega, jeroglífica i demòtica. Es troba al Museu del Caire (número 22.186).
Una expedició científica alemanya, el 1866, de la qual formava part Karl Richard Lepsius, va descobrir a la rodalia de Tanis la llosa de pedra que conté el decret de Canop.
La part superior de l'estela tenia 37 línies de jeroglífics gravades, en la meitat inferior 76 línies d'escriptura grega uncial, i a la dreta es trobava la versió demòtica.
El decret tracta d'imposar la reforma del calendari, en introduir els anys de traspàs; la raó donada per afegir un dia cada quatre anys era que la sortida de Sothis (habitualment, identificada amb Sírius) s'avança un dia cada quatre anys, per la qual cosa fixar l'inici de l'any fins a l'alba helicoidal de l'estrella Sírius seria mantenir el calendari sincronitzat amb l'estació, però els prejudicis dels sacerdots de diverses regions egípcies van fer fracassar la reforma. Aquest calendari va ser imitat per Juli Cèsar dos segles després i es va realitzar amb ajuda de Sosígenes, que era d'Alexandria.
Amb la troballa del decret de Canop, Lepsius va poder confirmar i defensar que el sistema utilitzat per Jean-François Champollion i el seu mètode per a traduir el llenguatge jeroglífic s'ajustaven a la realitat.
Gaston Maspero va trobar, quinze anys més tard, una altra llosa inscrita amb una còpia d'aquesta triple versió.